# M83-Gruppe

Die Lage der M83-Gruppe innerhalb der Nachbarschaft der Lokalen Gruppe

Die M83-Gruppe ist eine der Lokalen Gruppe benachbarte Galaxiengruppe, die sich über die Sternbilder Wasserschlange (Hydra), Zentaur und den Südteil der Jungfrau erstreckt. Die Gruppe unterteilt sich in zwei Untergruppen: die NGC-5128-Untergruppe, die eine Entfernung von 12 Mio. Lichtjahren (3,7 Mpc) hat und in deren Zentrum sich die Radiogalaxie Centaurus A (NGC 5128) befindet, sowie die M83-Untergruppe, die etwa 15 Mio. Lichtjahre (4,6 Mpc) entfernt ist und sich um die südliche Feuerradgalaxie M83 gruppiert.
Manche Quellen listen beide Untergruppen als gemeinsame Gruppe,
während andere beide als einzelne Galaxiengruppen beschreiben,
sodass dann von der NGC-5128-Gruppe und der M83-Gruppe gesprochen wird. Der fast nahtlose Übergang von der einen in die andere Untergruppe und die fast verschwindende Relativbewegung der beiden Teile zueinander rechtfertigen allerdings die Beschreibung als eine einzige Gruppe. Die M83-Gruppe ähnelt in dieser Eigenschaft unserer Lokalen Gruppe, die ebenfalls in zwei große dynamische Untergruppen zerfällt. Der Abstand der beiden Hauptgalaxien M83 und NGC 5128 ist allerdings mit etwa 4,5 Mio. Lichtjahren größer als der Abstand der Andromedagalaxie zur Milchstraße. Die Massen der beiden Untergruppen wurden mit dem Virial-Satz auf 1,1×1012 M☉ (M83) und 4,9×1012 M☉ (NGC 5128) geschätzt. Die Gesamtmasse der Gruppe ist danach mit etwa 6×1012 M☉ etwa dreimal so groß wie die Masse der Lokalen Gruppe.

## Mitglieder der M83-Gruppe

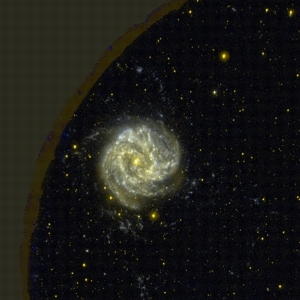
Die Spiralgalaxie Messier 83 ist das zweitgrößte und namengebende Mitglied der M83-Gruppe

### Identifikation der Mitglieder
Die hellsten Gruppenmitglieder wurden schon in frühen Galaxiendurchmusterungen identifiziert.
Viele Zwerggalaxien konnten allerdings erst durch moderne intensive Studien der Gruppe zugeordnet werden. Eine der ersten dieser Untersuchungen mit dem UKST am Anglo-Australian Observatory erkannte 145 lichtschwache Objekte auf den Bildern, die dann sowohl in der 21cm-Linie (mit dem Parkes-Radioteleskop) als auch im H-alpha-Licht mit dem Siding-Spring-2,3-m-Teleskop der Australian National University untersucht wurden. So konnten schließlich 20 Zwerggalaxien als Mitglieder der Gruppe nachgewiesen werden.
Die HIPASS-Durchmusterung identifizierte noch fünf weitere schon katalogisierte Galaxien als Mitglieder.
Eine weitere Zwerggalaxie wurde im Rahmen der HIDEEP-Durchmusterung gefunden,
20 weitere Kandidaten konnten durch eine Vielzahl anderer Untersuchungen gefunden werden.

### Mitgliederlisten
Die folgenden beiden Tabellen listen die Mitglieder der beiden Untergruppen der M83-Gruppe auf, die von I. D. Karachentsev et al. angegebene wurden.
| Bezeichnung            | Typ     | Rektaszension J2000.0 | Deklination J2000.0 | vR (km/s) | mB   |
| ---------------------- | ------- | --------------------- | ------------------- | --------- | ---- |
| Cen 7                  | Sph     | 13h 11m 13,8s         | −38° 53′ 56″        |           | 17,3 |
| Cen N                  |         | 13h 48m 09,1s         | −47° 33′ 54″        |           | 17,5 |
| Centaurus A (NGC 5128) | S0 pec  | 13h 25m 27,6s         | −43° 01′ 09″        | 547 ± 5   | 7,8  |
| Centaurus A-dE1        | dSph    | 13h 12m 45,2s         | −41° 49′ 57″        |           | 19,3 |
| Centaurus A-dE3        | dE      | 13h 46m 00,8s         | −36° 19′ 44″        |           | 17,1 |
| HIPASS J1337-39        | Im      | 13h 37m 25,3s         | −39° 53′ 48″        | 492 ± 4   | 16,5 |
| HIPASS J1348-37        |         | 13h 48m 47,0s         | −37° 58′ 29″        | 581 ± 8   | 16,9 |
| HIPASS J1351-47        |         | 13h 51m 12,0s         | −46° 58′ 12.9″      | 529 ± 6   |      |
| KKs 51                 | E/Sph   | 12h 44m 21,5s         | −42° 56′ 23″        |           | 16,7 |
| KKs 55                 | Sph     | 13h 22m 12,8s         | −42° 43′ 41″        |           | 18,5 |
| KKs 57                 | Sph     | 13h 41m 38,1s         | −42° 34′ 55″        |           | 18,1 |
| LEDA 166152            | dI      | 13h 05m 02,1s         | −40° 04′ 58″        | 617 ± 4   | 16,3 |
| LEDA 166167            | dI/dSph | 13h 27m 27,8s         | −45° 21′ 10″        |           | 18   |
| LEDA 166172            | dSph    | 13h 43m 36,0s         | −43° 46′ 11″        |           | 18,5 |
| LEDA 166175            | dSph    | 13h 46m 16,8s         | −45° 41′ 05″        |           | 19,2 |
| LEDA 166179            | dSph    | 13h 48m 46,4s         | −46° 59′ 46″        |           | 18   |
| NGC 4945               | SB(s)cd | 13h 05m 27,5s         | −49° 28′ 06″        | 563 ± 3   | 9,3  |
| NGC 5102               | SA0     | 13h 21m 57,6s         | −36° 37′ 49″        | 468 ± 2   | 10,4 |
| NGC 5206               | SB(r)0  | 13h 33m 44,0s         | −48° 09′ 04″        | 571 ± 10  | 11,6 |
| NGC 5237               | I0      | 13h 37m 39,0s         | −42° 50′ 49″        | 361 ± 4   | 13,2 |
| PGC 45104              | IABm    | 13h 03m 33,6s         | −46° 35′ 06″        |           |      |
| PGC 45717              | I0 pec  | 13h 10m 32,9s         | −46° 59′ 27.3″      | 1853 ± 32 | 13,3 |
| PGC 45916              | dE      | 13h 13m 09,1s         | −44° 53′ 24″        | 784 ± 31  | 14,1 |
| PGC 46663              | IBm     | 13h 21m 47,4s         | −45° 03′ 42″        | 741       | 16,1 |
| PGC 46680              | Im      | 13h 22m 02,0s         | −42° 32′ 07″        |           | 16,6 |
| PGC 47171              | IABm    | 13h 27m 37,4s         | −41° 28′ 50″        | 516 ± 3   | 12,9 |
| PGC 48515              | dE      | 13h 42m 05,6s         | −45° 12′ 18″        |           | 17,6 |
| PGC 48738              | IB(s)m  | 13h 45m 00,5s         | −41° 51′ 40″        | 545 ± 2   | 14,0 |
| PGC 49615              | dS0/Im  | 13h 57m 01,4s         | −35° 19′ 59″        | 561 ± 32  | 14,8 |

| Bezeichnung       | Typ     | Rektaszension J2000.0 | Deklination J2000.0 | vR (km/s) | mB   |
| ----------------- | ------- | --------------------- | ------------------- | --------- | ---- |
| AM 1321-304       | dIm     | 13h 24m 36,2s         | −30° 58′ 19″        | 487 ± 1   | 16,7 |
| Centaurus A-dE2   | dE/Im   | 13h 21m 32,4s         | −31° 53′ 11″        |           | 17,6 |
| Centaurus A-dE4   | dSph    | 13h 46m 40,4s         | −29° 58′ 41″        |           | 19,  |
| HIDEEP J1336-3321 |         | 13h 36m 56,1s         | −33° 21′ 23″        | 591       | 17,3 |
| IC 4247           | S       | 13h 26m 44,4s         | −30° 21′ 45″        | 274 ± 65  | 14,4 |
| IC 4316           | IBm pec | 13h 40m 18,4s         | −28° 53′ 32″        | 674 ± 53  | 15,0 |
| KK 208            | dI      | 13h 36m 35,5s         | −29° 34′ 17″        | 381       | 14,3 |
| LEDA 166163       | dI      | 13h 21m 08,2s         | −31° 31′ 45″        | 571 ± 3   | 17,1 |
| LEDA 166164       | dSph    | 13h 22m 56,2s         | −33° 34′ 22″        |           | 17,6 |
| M83               | SAB(s)c | 13h 37m 00,9s         | −29° 51′ 57″        | 513 ± 2   | 8,2  |
| NGC 5253          | Im pec  | 13h 39m 55,9s         | −31° 38′ 24″        | 407 ± 3   | 10,9 |
| NGC 5264          | IB(s)m  | 13h 41m 36,7s         | −29° 54′ 47″        | 478 ± 3   | 12,6 |
| PGC 47885         |         | 13h 35m 08,1s         | −30° 07′ 03″        | 13848     | 15,8 |
| PGC 48111         | Im      | 13h 37m 20,0s         | −28° 02′ 42″        | 587 ± 3   | 15,0 |
| UGCA 365          | Im      | 13h 36m 31,1s         | −29° 14′ 06″        | 573 ± 1   | 15,4 |

Des Weiteren werden ESO 219-010, PGC 39032 und PGC 51659 als mögliche Mitglieder der NGC-5128-Untergruppe, ESO 381-018, NGC 5408 und PGC 43048 als mögliche Mitglieder der M83-Untergruppe angeführt. Obwohl HIPASS J1337-39 nur als mögliches Mitglied der M83-Untergruppe aufgeführt ist, haben jüngere Untersuchungen diese Vermutung stark untermauert.